# FiveThirtyEight
FiveThirtyEight, a veces llamado 538, fue un blog estadounidense que se centra en el análisis político y encuestas. El sitio, que adopta su nombre por el número de electores en el Colegio Electoral de los Estados Unidos, fue fundado el 7 de marzo de 2008, como un agregador de encuestas y un blog por el analista Nate Silver. En 2023, Silver abandonó el medio llevándose los derechos de sus modelos estadísticos a su lista de correo Silver Bulletin. Posteriormente, Disney contrató al analista G. Elliot Morris para desarrollar nuevos modelos estadísticos. El 18 de septiembre de 2023, el dominio original fivethirtyeight.com fue cerrado y la página fue redirigida a una sección de ABC News.
En agosto del 2010 el blog fue licenciado por The New York Times y renombrado como FiveThirtyEight: Nate Silver's Political Calculus. En julio de 2013 ESPN adquirió FiveThirtyEight, contratando a Silver como editor jefe y contribuidor de ESPN.com. La nueva publicación fue lanzada el 17 de marzo de 2014. Desde ese momento FiveThirtyEight ha ido cubriendo un amplio rango de temas, incluyendo política, deportes, ciencia, economía y cultura popular. En 2018 las operaciones fueron transferidas de ESPN a la compañía hermana ABC News (también propiedad de The Walt Disney Company).
Durante las primarias y las elecciones presidenciales de Estados Unidos de 2008 el sitio compiló datos de encuestas con una metodología única, derivada de la experiencia de Silver en estadísticas de béisbol para "ponderar las encuestas con datos demográficos comparables". Silver ponderó cada encuesta según el "porcentaje de aciertos del encuestador, el tamaño de muestra y la fecha de la encuesta".
Desde las elecciones de 2008 la página ha publicado artículos, normalmente creando o analizando información estadística, sobre una gran variedad de temas, centrándose en información política. Esto incluye una actualización mensual sobre la rotación en el Senado, la política económica federal, el apoyo del Congreso para aprobar distintas leyes, el apoyo público para la reforma sanitaria, legislación sobre cambio climático, derechos LGBT, elecciones en otros países del mundo, y la legalización de la marihuana, entre otros muchos temas. El sitio y su fundador son principalmente conocidos por sus modelos estadísticos de previsión electoral, incluyendo el de las elecciones presidenciales de 2012, donde FiveThirtyEight predijo correctamente el ganador en todos los 50 estados.
FiveThirtyEight ha ganado muchos premios. Estos incluyen los Bloggie Awards por mejor blog sobre política en 2009, así como los Premios Webby por mejor blog político en 2012 y 2013. En 2016, cuando el sitio pasó a la propiedad de ESPN, FiveThirtyEight ganó el premio a mejor sitio de periodismo de datos galardonado por la Global Editors Network.